# おおかみ座イータ星
おおかみ座η星は、おおかみ座の恒星で3等星。

## 特徴
質量より、最終的に超新星と白色矮星の境界線に位置しているが、白色矮星の上限となる質量の1.4太陽質量の白色矮星となると推測される。
『Upper Centaurus-Lupus』のメンバーと考えられている。
この星には伴星が3つあり、その内2つとは連星となっている。離角14.4秒のBは少なくとも1950天文単位離れており、公転周期26,000年以上となる。
離角135秒のDは、1世紀以上に渡って同期しており、AとBに緩やかに影響されている可能性が高く、18000天文単位、公転周期は少なくとも数十万年になる。Dの位置からAとBを見ると、離角6度未満でそれぞれ満月の数十倍、金星の数十倍の明るさに見える。
10等のCは、Aに比べ速く移動している事から、見かけの二重星とされる。
| 指標         | 構成要素    | 構成要素 |
| 指標         | B           | D        |
| ------------ | ----------- | -------- |
| スペクトル型 | A4 主系列星 |          |
| 視等級       | 7.5         | 10       |
| 絶対等級     |             |          |
| 質量 (M☉)    | 2           | 1        |
| 半径 (R☉)    |             |          |
| 光度 (L☉)    | 15          |          |
| 表面温度 (K) |             |          |